# Vaira Vīķe-Freiberga
Vaira Vīķe-Freiberga (Riga, 1 de diciembre de 1937), nacida Vaira Vīķe, es una profesora universitaria y política letona que fue presidenta de Letonia desde 1999 hasta 2007, convirtiéndose en la primera mujer en ostentar la jefatura de Estado de ese país.
Nacida en la capital de Letonia, a los siete años su familia huyó del país por la ocupación soviética del Báltico. Residente en Canadá desde 1954, obtuvo el título en Psicología por la Universidad de Toronto y en 1965 completó su doctorado en psicología experimental bajo la supervisión de Donald O. Hebb. Desde 1965 hasta 1998 ha sido profesora titular del Departamento de Psicología de la Universidad de Montreal, con más de 160 publicaciones científicas y 10 libros sobre temas como los procesos cognitivos, la psicolingüística y la psicofarmacología. Ha sido además miembro de la Real Sociedad Canadiense. Al mismo tiempo ha seguido vinculada a la comunidad letona en el extranjero y dedicado trabajos a la preservación de la literatura y cultura de Letonia.
Regresó a Letonia en 1998 para dirigir el Instituto de Letonia, y en 1999 fue elegida presidenta de Letonia por el parlamento letón. En sus ocho años de mandato lideró la adhesión de Letonia a la Unión Europea —ratificada mediante referéndum en 2003— y el ingreso en la OTAN. En 2006 fue propuesta por los países bálticos como candidata a la secretaría general de la ONU.
Vīķe-Freiberga ha mantenido una posición activa en la política europea, llegando a postularse a la Presidencia del Consejo Europeo en 2009. Desde 2014 preside la organización Club de Madrid.

## Biografía
Vaira Vīķe nació el 1 de diciembre de 1937 en Riga, la capital de Letonia. Su infancia resultó complicada: cuando tenía siete años, la familia tuvo que huir de las tropas soviéticas que ocuparon su país natal durante la ofensiva del Báltico. Terminaría en un campo de refugiados de Lübeck, Alemania, bajo pésimas condiciones que provocaron la muerte por enfermedad de su hermana menor. Al terminar la Segunda Guerra Mundial, permanecieron allí hasta que en 1949 se trasladaron a Casablanca, protectorado francés de Marruecos. En 1954, la familia se establecería definitivamente en Toronto, Canadá, donde residiría 44 años.
Durante mucho tiempo mantuvo la nacionalidad letona y la ciudadanía canadiense, hasta que tuvo que renunciar a la segunda para ocupar cargos de responsabilidad en Letonia.
En el plano personal, contrajo matrimonio con el también refugiado letón Imants Freibergs, profesor de ciencias de la computación en la Universidad de Quebec en Montreal, a quien conoció en el club de estudiantes letones de Toronto. Han tenido dos hijos: Kārlis e Indra.

## Trayectoria académica
Vaira se matriculó en Psicología por el Victoria College de la Universidad de Toronto, obteniendo el título de grado en 1958 y la maestría en 1960. Compaginaría sus estudios con un empleo en el CIBC, uno de los cinco grandes bancos de Canadá, y otro como supervisora en la escuela femenina de Branksome Hall. Al cumplir los 21 años ya dominaba cinco idiomas: el letón (lengua materna), inglés, francés, alemán y español. Gracias a ello pudo ejercer como traductora y profesora de español en el instituto femenino de Ontario.
Aunque estuvo trabajando de psicóloga clínica en el Hospital Psiquiátrico de Toronto, lo dejó en 1961 para retomar sus estudios en la Universidad McGill de Montreal e impartir clases a tiempo parcial en la Universidad Concordia. En 1965 obtuvo el doctorado en psicología experimental por la Universidad McGill bajo la supervisión de Donald O. Hebb, pionero de la biopsicología.
Desde 1965 hasta 1998 ha sido profesora titular del Departamento de Psicología de la Universidad de Montreal. A lo largo de esos 33 años ha impartido clases de psicofarmacología, psicolingüística, teoría científica, métodos experimentales y procesos cognitivos, con más de 160 publicaciones científicas y 10 libros sobre esas materias. Sus investigaciones profesionales han estado centradas en la relación entre pensamiento y lenguaje, así como en la influencia de las drogas en los procesos cognitivos. Todo ello le ha convertido en una figura respetada dentro de la comunidad académica de Canadá, llegando a formar parte de la Real Sociedad Canadiense.
Al mismo tiempo, Vaira siguió vinculada a Letonia como miembro del club de estudiantes letones de Toronto. Desde la década de 1960 ha participado en numerosos seminarios sobre herencia cultural, y en 1989 publicó un estudio en inglés sobre la preservación de las canciones populares del folclore letón (daina), basado en las recopilaciones de Krišjānis Barons. Tras la independencia de Letonia en 1991, recibió condecoraciones como la Orden de las Tres Estrellas (1995) y la medalla de la Academia de Ciencias de Letonia (1997).
En octubre de 1998 regresó a su país natal para dirigir el recién creado Instituto de Letonia, una organización dedicada a promover el conocimiento de la cultura letona en el exterior.
Al término de su trayectoria docente, fue nombrada profesora emérita por la Universidad de Montreal (1998) y doctora honoris causa por la Universidad de Ottawa (2006).

## Presidencia de Letonia
Vaira Vīķe-Freiberga ha sido presidenta de Letonia desde el 8 de julio de 1999 hasta el 8 de julio de 2007. El cargo supone la jefatura del Estado, una función representativa con poderes ejecutivos limitados. En su mandato se sucedieron seis primeros ministros: Vilis Krištopans (1999), Andris Šķēle (1999-2000), Andris Bērziņš (2000-2002), Einars Repše (2002-2004), Indulis Emsis (2004) y Aigars Kalvītis (2004-2007).

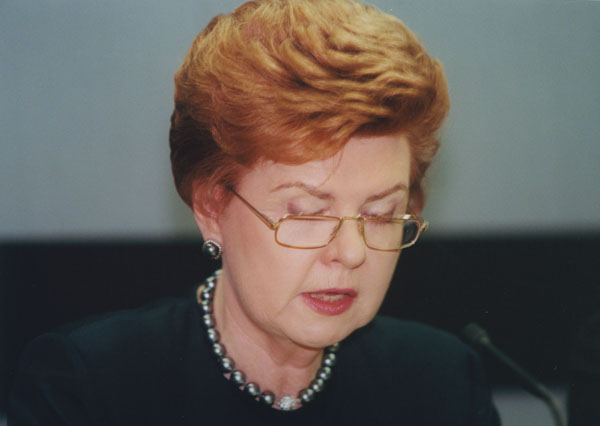
Vīķe-Freiberga en 2000.

La elección de Vaira como candidata independiente fue una solución de consenso del parlamento letón (Saeima) para sustituir a Guntis Ulmanis, cuyo mandato ya había concluido. A diferencia de las elecciones a primer ministro, que son por sufragio universal, la elección presidencial necesita una mayoría absoluta del Saeima que ella obtuvo en primera votación. Vaira se convertiría así en la primera mujer que ocuparía la jefatura de Estado en los países bálticos, así como en la primera presidenta letona no adscrita a ningún partido político.
Su mandato presidencial estuvo centrado en lograr tanto la adhesión de Letonia a la Unión Europea como su ingreso en la Organización del Tratado del Atlántico Norte (OTAN).
Uno de los primeros asuntos que debió enfrentar fue la integración de la minoría rusa y los llamados «no ciudadanos», principal preocupación para instituciones como la Organización para la Seguridad y la Cooperación en Europa. En ese sentido consiguió que la Saeima redactara una nueva Ley sobre la Lengua Nacional de 1999, al considerar que el borrador inicial discriminaba otras lenguas, y apoyó eliminar la obligatoriedad de ser hablante nativo de letón para optar a cargos políticos. Estas políticas fueron interpretadas como un gesto de voluntad integradora en Europa.
El otro asunto nacional era supervisar la correcta transición hacia una economía de mercado y la consolidación del sistema democrático. A lo largo de sus ocho años de mandato, y como la presidenta letona tiene discreción para proponer nuevas leyes, se afrontaron las sucesivas crisis de gobierno y planes para atajar la corrupción política, uno de los mayores problemas del país.
Vīķe-Freiberga revalidó la presidencia en 2003 sin que se presentasen otros candidatos. Como el mandato presidencial está limitado a una reelección, tuvo que dejar el cargo el 8 de julio de 2007 y fue reemplazada por el también independiente Valdis Zatlers.

### Política exterior

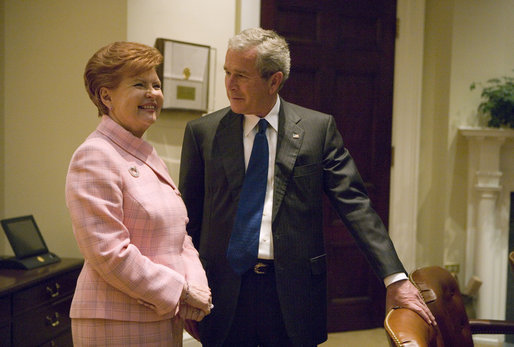
Vīķe-Freiberga junto al presidente George W. Bush (2006).

La presidenta letona participó activamente en el referéndum de adhesión a la Unión Europea de 2003, en el que el «sí» venció con dos tercios de los votos. El ingreso quedó confirmado el 1 de mayo de 2004. En lo que respecta a la ampliación de la OTAN, Letonia formó parte del Grupo de Vilna que presionó por la pertenencia común. Los tres estados bálticos fueron aceptados el 29 de marzo de 2004.
Letonia fue uno de los países europeos que apoyó la intervención de Estados Unidos en la guerra de Irak de 2003. Las buenas relaciones quedaron confirmadas con una histórica visita oficial de George W. Bush a Riga en 2005, y una invitación al año siguiente para dar un discurso en el Congreso de los EE. UU..
Las relaciones diplomáticas de Letonia con Rusia fueron tensas por la situación de la minoría rusa, el acercamiento letón a la OTAN y la negativa rusa a condenar la invasión de 1944. La mayor preocupación pasaba por la firma de un acuerdo fronterizo; tras largas negociaciones fue sellado en marzo de 2007, meses antes de que la presidenta cumpliera su mandato. Además, Vīķe-Freiberga fue la única líder báltica en aceptar la invitación de Vladímir Putin para asistir al Día de la Victoria de 2005.
En abril de 2005, el secretario general de las Naciones Unidas, Kofi Annan, nombró a Vīķe-Freiberga miembro del equipo de líderes políticos que ayudarían a promover su agenda de reformas. Los tres países bálticos presentaron su candidatura oficial a la secretaría general de la ONU, puesto para el que finalmente fue elegido el surcoreano Ban Ki-moon.

## Vida posterior

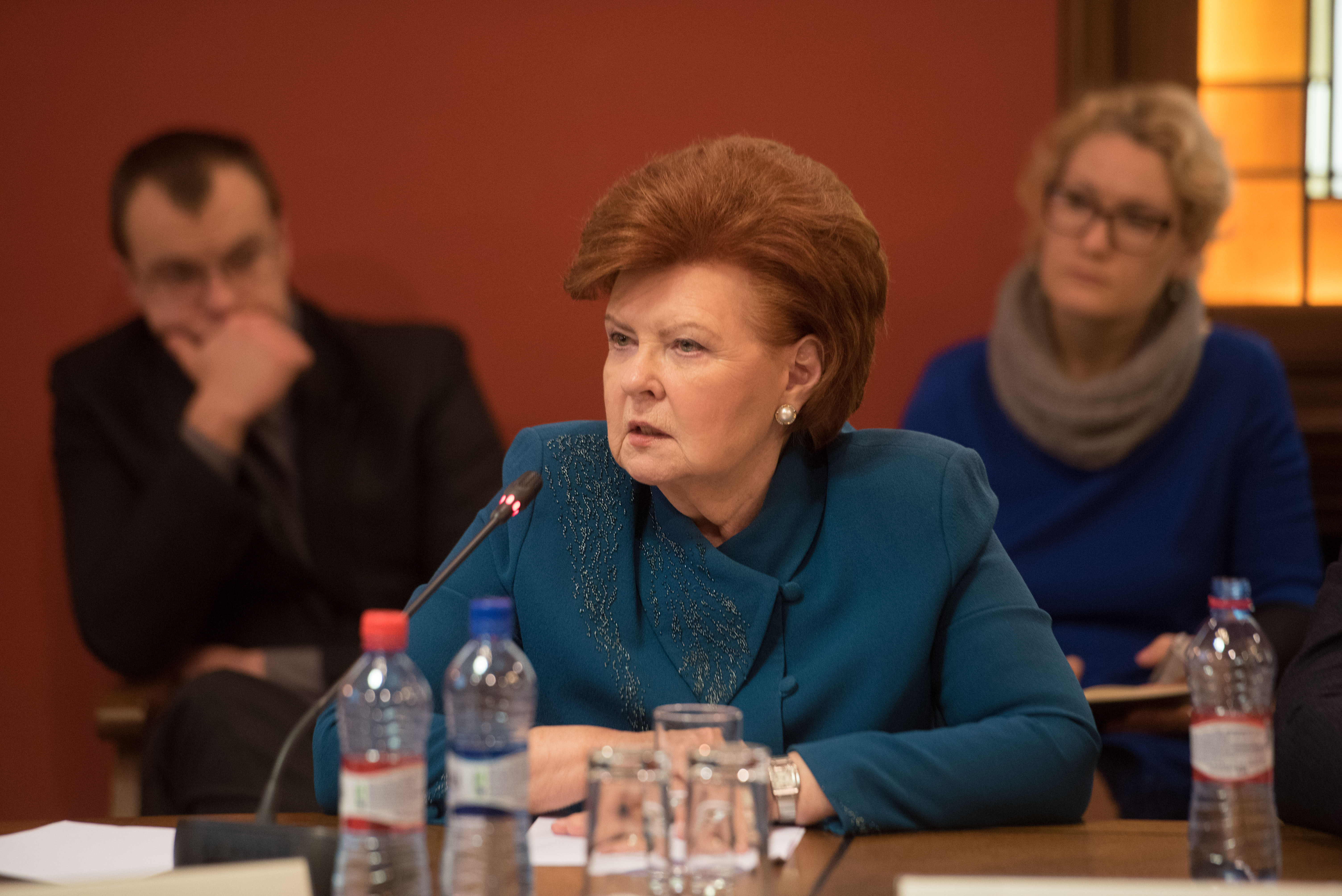
Intervención de Vīķe-Freiberga en una comisión jurídica de la Saeima (2016).

Después de completar su etapa presidencial, Vīķe-Freiberga ha mantenido un perfil político alto. En el ámbito de la Unión Europea, se ha mostrado favorable a incrementar el federalismo europeo luego de la aprobación del Tratado de Lisboa. En cuanto a la Organización de Naciones Unidas, ha criticado el sistema de elección del secretario general y considera que el poder de veto del Consejo de Seguridad debería ser revisado.
Su nombre fue propuesto por Letonia en 2009 para asumir la Presidencia del Consejo Europeo, aunque finalmente resultaría elegido el belga Herman van Rompuy. La candidata solicitó mayor transparencia en el funcionamiento de la Unión Europea.
Desde 2014 es la presidenta del Club de Madrid, una organización para debatir asuntos concernientes a la democracia que ella misma ayudó a fundar. Además es miembro del Consejo Europeo de Relaciones Exteriores, miembro del Consejo Europeo para la Tolerancia y la Reconciliación, copresidenta del consejo del Centro Internacional Nizami Ganjavi de Azerbaiyán, y patrona honoraria de numerosas organizaciones.

## Distinciones

Escudo como miembro de la Orden de Isabel la Católica.

### Letonia
- Comandante con Gran Cruz y Collar de la Orden de las Tres Estrellas (1999)
- Gran Cruz de la Orden de Viestards (2007)
- Gran Cruz de la Orden al Reconocimiento (2007)

### Otros estados
- Gran Cruz y Collar de la Orden de San Olaf (Noruega, 2000)
- Collar de la Orden de la Cruz de Terra Mariana (Estonia, 2000)
- Gran Collar de la Orden del Infante Don Enrique (Portugal, 2003)
- Gran Cruz de la Orden de Vytautas el Grande (Lituania, 2003)
- Orden del Águila Blanca (Polonia, 2003)
- Gran Cruz y Cordón de la Orden al Mérito de la República Italiana (Italia, 2004)
- Collar de la Orden de Isabel la Católica (España, 2004)[26]
- Gran Cruz y Collar de la Orden de la Rosa Blanca (Finlandia, 2005)
- Gran Cruz de la Orden al Mérito de la República de Polonia (Polonia, 2005)
- Collar de la Orden de la Estrella Blanca (Estonia, 2005)
- Collar de la Orden de los Serafines (Suecia, 2005)
- Gran Cordón de la Orden del Crisantemo (Japón, 2007)
- Orden de Dostlug  (Azerbaiyán, 2015)

## Premios
- Premio Hannah Arendt (2005)
- Premio Walter Hallstein (2006)
- Friedrich-August-von-Hayek-Stiftung (2009)
- Medalla Truman-Reagan de la Libertad (2011)